# 4674 Pauling
4674 Pauling là một tiểu hành tinh nằm trong vành đai tiểu hành tinh chính. Tiểu hành tinh này thuộc họ tiểu hành tinh Hungaria. Nó được phát hiện bởi Eleanor F. Helin ngày 2 tháng 5 năm 1989 from Đài thiên văn Palomar. Pauling có đường kính khoảng 8 km. Nó được đặt theo tên nhà khoa học Linus Pauling.